# Ressonador cerâmico

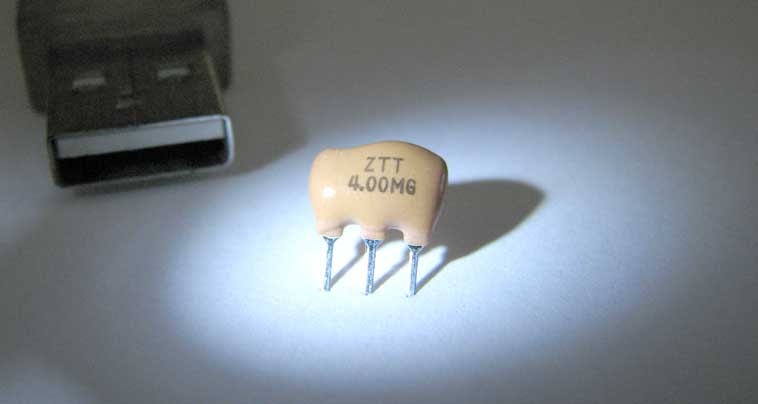
Ressonador cerâmico de 4MHZ.

Ressonador cerâmico é um componente eletrônico que quando combinado com outros apropriados, pode produzir oscilações numa frequência específica. Consiste de um capacitor de tensão variável que age de forma parecida com um cristal de quartzo, sendo feito de cerâmica  piezoeletrica de alta estabilidade, que geralmente leva o titanato de zircônio de chumbo, que tem funções de ressonador mecânico. Quando  tensão elétrica é aplicada, o modo que o piezoelétrico vibra causa um sinal oscilatório. A espessura do substrato da cerâmica determina a frequência de ressonância do dispositivo.

## Pacotes
Um típico pacote de ressonador cerâmico tem ou duas ou três conexões. Vêm em variantes com superfície de montagem ou through-hole, com diferentes tipos de footprints. A oscilação ocorre através dos primeiro e ultimo pinos (conexões) e o pino do meio geralmente (se presente) é conectado ao terra.

## Aplicações
- Pode ser utilizado em algumas placas de circuito para controlar o sinal de clock.[3] em circuitos digitais como microprocessadores, onde a precisão da frequência não é critica.
- Também podem controlar os sinais de clock de diversos aparelhos, tais como televisores, videocassetes, aparelhos eletrônicos automotivos,a telefones, copiadoras, câmeras, sintetizadores de voz, equipamentos de comunicação, controles remotos e brinquedos. Frequentemente substituem os cristais de quartzo com o intuito de diminuir o custo e tamanho.[4]